# Підлісний (Грачовський район)
Підлі́сний (рос. Подлесный) — селище у складі Грачовського району Оренбурзької області, Росія.

## Населення
Населення — 248 осіб (2010; 319 у 2002).
Національний склад (станом на 2002 рік):
- росіяни — 68 %